# 트란스니스트리아의 국장

트란스니스트리아의 국장

트란스니스트리아의 국장 (이면)

트란스니스트리아의 국장(러시아어: Государственный герб Приднестровская Молдавская Республика)은 트란스니스트리아의 국장이며 1991년에 제정되었다. 국장의 원형은 소련 시절에 사용되었던 몰도바 소비에트 사회주의 공화국의 국장이다.
국장 가운데에는 낫과 망치가 그려져 있으며, 낫과 망치 아래에는 떠오르는 태양과 강이, 국장 위쪽에는 붉은 별이 그려져 있다.
국장 양쪽을 밀 이삭과 옥수수 그리고 포도와 토끼풀이 감싸고 있으며, 빨간색 리본이 이를 묶고 있다. 빨간색 리본에는 트란스니스트리아의 공식 명칭인 "프리드네스트로비에 몰도바 공화국" ("Приднестровская Молдавская Республика, Pridnestrovskaya Moldavskaya Respublika", "Република Молдовеняскэ Нистрянэ, Republica Moldoveneascǎ Nistreanǎ", "Придністровська Молдавська Республіка, Prydnistrovs'ka Moldavs'ka Respublika")이라는 문구가 왼쪽에서 오른쪽으로 러시아어, 몰도바어, 우크라이나어로 쓰여져 있다.

## 같이 보기
- 트란스니스트리아의 국기
- 몰도바 소비에트 사회주의 공화국의 국장
- 몰도바의 국장